# Showgirl Homecoming Live
Showgirl Homecoming Live er et livealbum af den australske sangerinde Kylie Minogue. Det blev indspillet på den anden nat af hendes turne Showgirl: The Homecoming Tour i Sydney, Australien og blev udgivet af Parlophone den 8. januar 2007 i Europa. Albummet nåede nummer syv på UK Albums Chart og blev certificeret sølv.

## Sporliste
CD 1
1. "Overture – The Showgirl Theme" – 2:44
2. "Better the Devil You Know" – 3:46
3. "In Your Eyes" – 3:06
4. "White Diamond" – 3:33
5. "On a Night Like This" – 4:30
6. "Shocked" / "What Do I Have to Do?" / "Spinning Around" – 8:22
7. "Temple Prequel" – 2:57
8. "Confide in Me" – 4:26
9. "Cowboy Style" – 3:29
10. "Finer Feelings" – 1:25
11. "Too Far" – 4:33
12. "Red Blooded Woman" / "Where the Wild Roses Grow" – 4:34
13. "Slow" – 4:39
14. "Kids" (feat. Bono) – 6:05

CD 2
1. "Rainbow Prequel" – 1:10
2. "Over the Rainbow" – 2:43
3. "Come into My World" – 3:05
4. "Chocolate" – 2:45
5. "I Believe in You" – 3:28
6. "Dreams" / "When You Wish Upon a Star" – 3:56
7. "Burning Up" / "Vogue" – 3:21
8. "The Loco-Motion" – 4:43
9. "I Should Be So Lucky" / "The Only Way Is Up" – 3:26
10. "Hand on Your Heart" – 4:19
11. "Space Prequel" – 1:54
12. "Can't Get You Out of My Head" – 3:55
13. "Light Years" / "Turn It into Love" – 8:13
14. "Especially for You" – 4:28
15. "Love at First Sight" – 6:35